# Lift (soft drink)

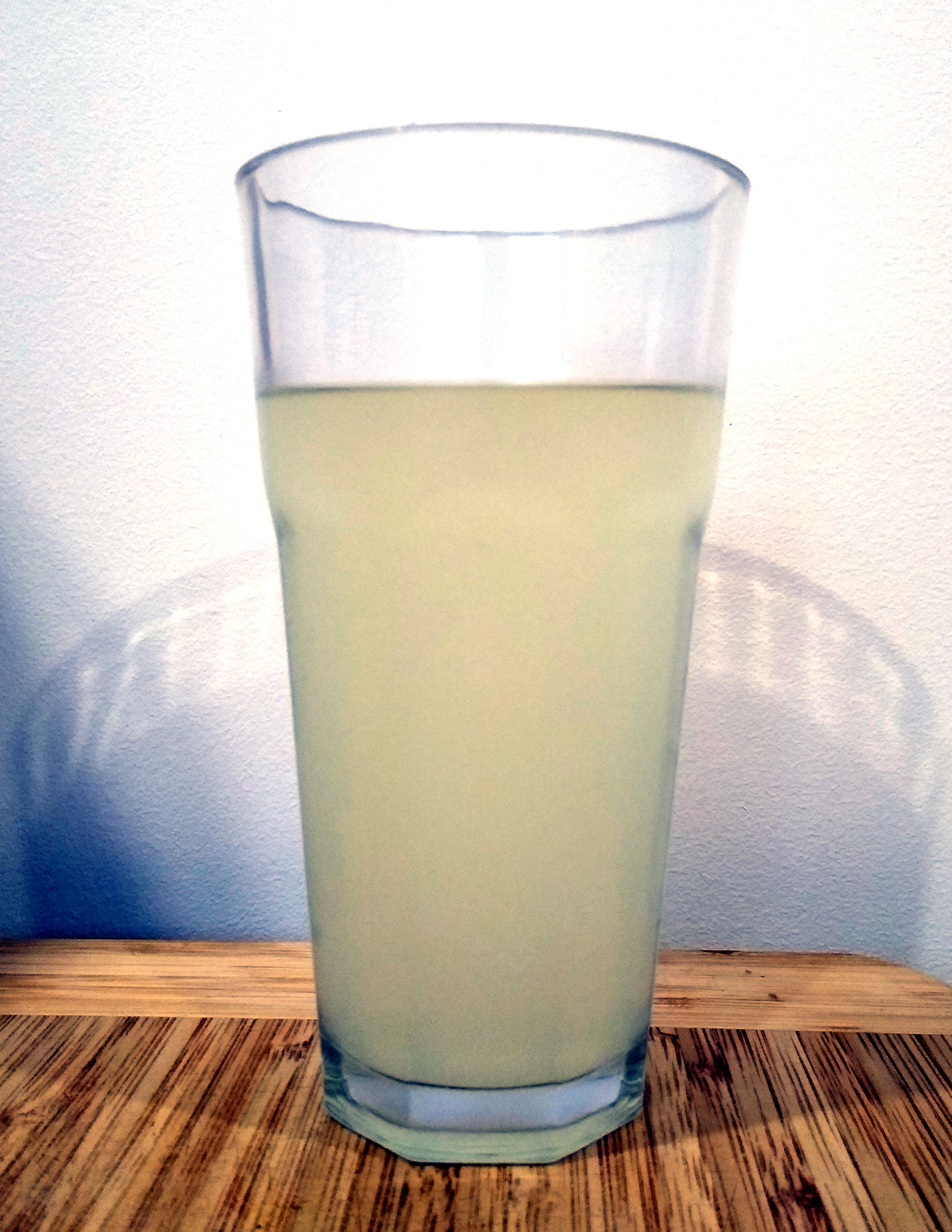
Lift

Lift è una marca di soft drink prodotti dalla Coca-Cola Company che distribusice in Australia, Nuova Zelanda, America Latina, Germania e Europa dell'Est dal 1970.
Lift è una bevanda gassata a base di frutta.
Coca-Cola ha distribuito dal 2000 Lift negli Stati Uniti, dove è venduta su scala regionale

## Varietà e gusti
- Lift (Grapefruit)
- Lift Plus
- Lift Plus Light
- Lift Apple (Manzana Lift)
- Lift Apple Blackcurrant
- Lift Apple Lemon
- Lift Apple Peach
- Lift Cherry
- Lift Grape
- Lift Lemon
- Lift Orange
- Lift Peach
- Lift Pear
- Lift Raspberry
- Lift Vanilla Cream

Le sole varietà prodotte in Australia sono Lemon e Diet Lemon. "Lift Plus" energy drink è disponibile solo in Nuova Zelanda.